# Alekszandra Pavlovna Romanova magyar nádorné
Alekszandra Pavlovna orosz nagyhercegnő (oroszul: великая княжна Александра Павловна Романова, németül: Alexandra Pawlowna Romanowa; Szentpétervár, 1783. augusztus 9. – Buda, 1801. március 16.) a Holstein–Gottorp–Romanov-házból származó orosz nagyhercegnő, I. Pál orosz cár és Marija Fjodorovna cárné legidősebb leánya, Habsburg–Lotaringiai József Antal főherceggel kötött házassága révén osztrák főhercegné, valamint magyar nádorispánné. Az ortodox vallású nádornét szeretettel fogadták a magyarok, aki hamar meg is kedvelte a magyar zenét és táncokat, a legenda szerint az ő javaslatára lett piros-fehér-zöld a magyar zászló.

## Élete

### Származása, testvérei

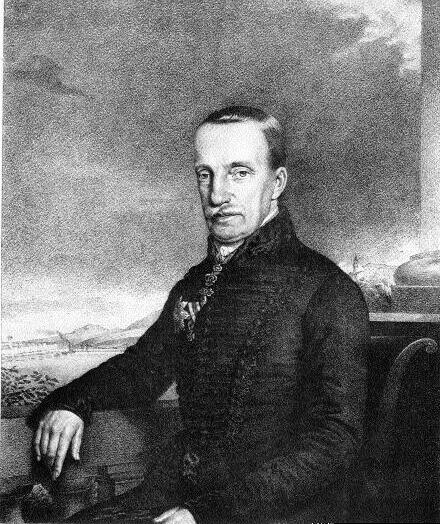
József nádor

Alekszandra Pavlovna nagyhercegnő 1783. augusztus 9-én (a Julián-naptár szerint július 29-én) született Szentpétervárott. Édesapja I. Pál minden oroszok cárja (1754–1801), Nagy Katalin orosz cárnő fia, édesanyja Marija Fjodorovna cárné (született Zsófia Dorottya Auguszta Lujza württembergi hercegnő, 1759–1828) volt. Az uralkodópárnak tíz gyermeke született: Sándor (1777–1825), Konsztantyin, Miklós (1796–1855) és Mihail nagyhercegek, Alekszandra, Jekatyerina, Jelena, Marija, Olga (meghalt gyermekként) és Anna nagyhercegnők. A harmadik gyermekként született Alekszandra volt a legidősebb „carevna” (cárleány). Négy fiútestvére közül ketten emelkedtek a cári méltóságra.
Alekszandra nagyhercegnő az orosz Romanov-dinasztia Holstein–Gottorp ágából (Гольштейн-Готторпская ветвь) származott. A Romanov-dinasztia férfiága III. Péter cárral kihalt, a leányág vette át a trónöröklést, amely a német Oldenburg hercegi családba házasodott be. E dinasztiából kerültek ki az orosz cárok 1762-től 1917-ig.
1796 augusztusában az ifjú IV. Gusztáv svéd király (1778–1837) nagybátyjával, Károly régens herceggel együtt Szentpétervárra látogatott, hogy a király számára eljegyezzék a 13 éves Alekszandra nagyhercegnőt, Nagy Katalin cárnő unokáját. Gusztáv Adolf azonban mereven visszautasította, hogy leendő menyasszonya Svédország királynéjaként is gyakorolhassa ortodox vallását. Az orosz udvar is megkötötte magát ebben a kérdésben, így a házassági terv meghiúsult.

### Házassága
Alekszandra nagyhercegnő 16 éves korában, 1799. október 30-án Szentpéterváron feleségül ment a 23 éves József Antal János osztrák főherceghez (1776–1847), az elhunyt II. Lipót (1747–1792) német-római császár fiához, I. Ferenc osztrák császár, magyar és cseh király (1768–1835) öccséhez,  Magyarország nádorához. Házassága révén osztrák főhercegnéi, és magyar nádornéi (Palatina) rangot is szerzett.
A házasság politikai hátterében az állt, hogy 1798-ban I. Pál cár felismerte a forradalmi Franciaország veszélyességét az Orosz Birodalom számára. Feladta addigi semlegességét, és csatlakozott a háromhatalmi szövetséghez. I. Ferenc (akkor még II. Ferenc néven német-római) császár és a cár dinasztikus házassági szerződéssel is meg akarták erősíteni Ausztria és Oroszország szövetségét. 1799 januárjában Ferenc császár-király öccse, József nádor egymaga inkognitóban I. Pál cárhoz utazott leánykérőbe. A tárgyalások során József nádor kérésére a cár Szuvorov tábornagyot állította annak az orosz hadseregnek élére, amely még abban az évben Ausztriát segítette Bonaparte tábornok csapatai ellen az észak-itáliai és svájci hadszíntereken.
1799. február 22-én József nádor ünnepélyes keretek között megkérte az erre az alkalomra díszmagyar ruhába öltözött Alekszandra nagyhercegnő kezét. Megtartották a hivatalos eljegyzést. A nádor május 13-án visszatért Budára. Közben azonban a Bonaparte csapataitól elszenvedett katonai kudarcok nyomán az orosz cár és a Habsburg császár viszonya elhidegült, az esküvőt többször elhalasztották. Súlyos viták alakultak ki az esküvői szertartás mikéntjéről is: A császári udvar a római katolikus, a cár az ortodox rítus szerinti szertartáshoz ragaszkodott. Végül az esküvőt október 30-án Szentpéterváron mindkét szertartás szerint megtartották, előbb a cári palota kápolnájában az ortodox szertartás szerint, azután pedig a lovagteremben felállított oltárnál a római katolikus rítus szerint is. Az utóbbinál – Ferenc császár kifejezett követelésére – nem oroszországi, hanem egy galíciai főpap, Lemberg érseke végezte az esketést. Esküvője napján a cár a Szent András-renddel tüntette ki vejét, József nádort.
A fiatal pár hazatért Magyarországra, a lakosság lelkesedéssel fogadta őket. Alexandra számára a budai nádori palotában ortodox kápolnát alakítottak ki, amely 1800-ban készült el.

### Halála, temetése
A boldog házasság gyors és tragikus véget ért. 1801. március 8-án Alexandra nádorné egy leánygyermeket hozott a világra, Alexandrina főhercegnőt, aki születésének órájában meghalt. Alexandra gyermekágyi lázba esett, és néhány nap múlva, március 16-án (a Julián-naptár szerint március 4-én) ő is elhunyt, 17 éves korában. Domanovszky Sándor így írja le a szülést és tragikus következményeit: „Március 8-án reggel 3 órakor hosszú vajúdás után napvilágot látott a kis Alexandra főhercegnő, aki azonban olyan gyenge volt, hogy még aznap meghalt. A fiatal anyát ez a csapás mélyen lesujtotta. Már két nappal korábban is lázas tünetei voltak. A következő napok alatt sem szűnt meg rosszulléte. 10-én konzíliumot tartottak, amely gasztrikus ideglázat állapított meg. A beteg állapota azonban a következő napok alatt rohamosan romlott, úgyhogy 12-től tífusz ellen kezelték. 14-től 15-re virradó éjszaka a főhercegnő deliriumba esett. Ez az állapot egész napon át tartott, mígnem 16-án reggel csöndesen kilehelte lelkét. Örömhír helyett gyászhír ment Pétervárra. Nyolc napon belül kettő is. De leányának halálhíre már nem találta életben a zsarnok apát.”
Az orosz ortodox előírások szerint a holttest fölött hat héten át kellett misézni, ezért Alekszandra testét a „Nádorkertbe” vitték át. Ezt a zöldterületet a nádor 1799-ben örökölte hitbizományban Batthyány József hercegprímástól (1727–1799). A Nádorkert, a mai Lágymányos területén, a Budafoki út, Hengermalom utca, a Duna és a vasúti töltés között elterülő erdős ligetes terület később teljesen beépült. Az előírt idő letelte után, május 12-én a nádorné (a korabeli hivatalos szóhasználattal a „Nádorispányné Ő Császári Hertzegsége”) holttestét a kapucinusok Vízivárosi templomának kriptájába (ma: Fő utca 20) helyezték.

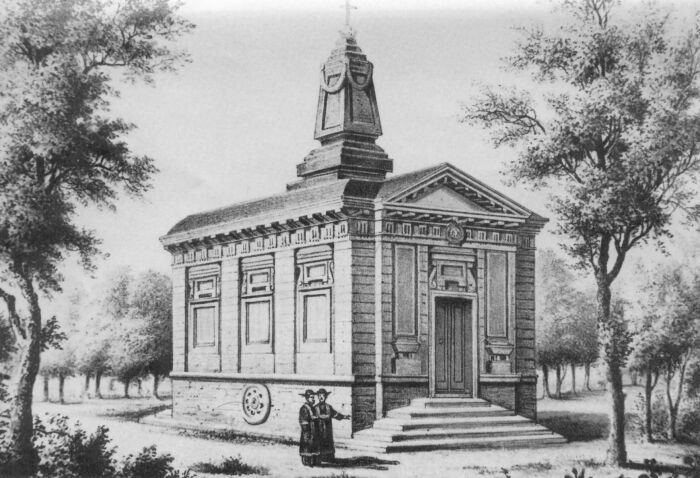
Az ürömi sírkápolna (19. századi rajz)

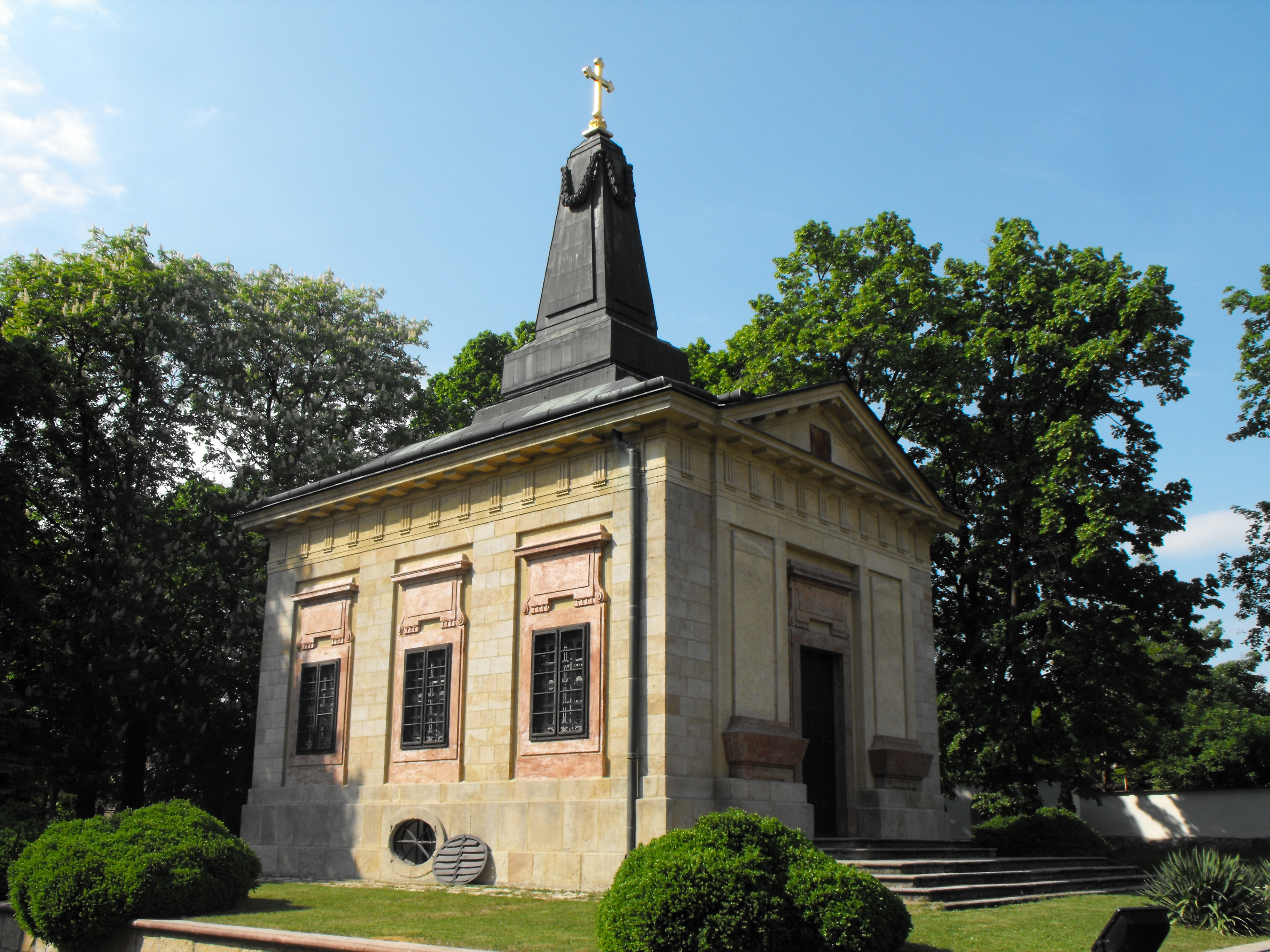
Az ürömi sírkápolna

1803-ra a főváros közelében, József nádor ürömi birtokán felépült Alekszandra véglegesnek szánt sírkápolnája, ahová testét a budai ortodox püspök által celebrált szertartás keretében elhelyezték (ahogy a főhercegnő még életében kívánta). 1809-ben, Napóleon csapatainak betörése idején József nádor a koporsót óvatosságból a budai Várba vitette, az ottani ortodox kápolnában őriztette, majd a háborús veszély elmúltával ismét visszavitette Ürömbe. Az ürömi sírkápolna a pest-budai ortodox közösség zarándokhelyévé vált. (A helység neve az orosz és szerb forrásokban Irem (Ирем) formában szerepel).
A megözvegyült József nádor csak hosszabb idő múlva, 1815. augusztus 30-án nősült meg másodszor. Az Anhalt-Bernburg-Schaumburg-Hoym házból való Hermina hercegnőt (1797–1817) vette feleségül.

### Sírjának későbbi sorsa
József nádor halála (1847) után az ürömi birtokot utódai örökölték. Átvészelte a két világháborút. A kápolnát kifosztották, az értékeket elvitték, a koporsókat felfeszítették, de a tetemhez nem nyúltak, ruházata ép és csonkítatlan maradt. 1945-ben az épület a helyi termelőszövetkezet tulajdonába ment át, 1953-ban az orosz ortodox egyház vette át. 1977 novemberében az Országos Igazságügyi Orvosszakértői Intézet, az Országos Igazságügyi Vegyészeti Intézet és a Budapesti Történeti Múzeum régész és antropológus szakemberei részletes vizsgálatokat végeztek rajta, eredményeiket dokumentálták.
1981. április 26-án az ürömi sírkápolnát feltörték, a holttestet teljesen kifosztották, karjait letörték és elvitték, a díszes ruhákkal, ékszerekkel együtt. Végül Alekszandra maradványait 1981. május 13-án átszállították a Budavári Palota nádori kriptájába, amely akkor még nem volt helyreállítva az 1970-es években történt kifosztás és rombolás után. 2004-ig a nádori kriptában a fiával együtt pihent, József nádor feleségeivel.
Egy Magyarországra telepedett szentpétervári származású orosz üzletember bőkezű anyagi támogatásának és a szintén szentpétervári Nyikolaj atya fáradhatatlan szervező munkájának, továbbá az ürömi polgárok segítségének hála 2004-re sikerült olyan állapotba hozni a kápolnát, hogy a Habsburg család beleegyezését adta Alekszandra Pavlovna földi maradványainak ürömi újratemetéséhez. Az díszes szertartásra 2004. szeptember 11-én került sor Hilarion, Bécs és Ausztria püspöke és a Magyar Ortodox Egyházmegye kormányzó főpapjának vezetésével. Az ünnepségen jelen voltak a Romanov és Habsburg dinasztiák leszármazottjai, Erdő Péter bíboros, illetve a magyarországi ortodox egyházak vezetői. Valerij Muszatov, az Oroszországi Föderáció rendkívüli és meghatalmazott nagykövete az orosz állam nevében Alekszandra Pavlovna portréjának másolatát ajándékozta a kápolnának.